# ماريوس فيرستينبرغ
ماريوس فيرستينبرغ (بالبولندية: Mariusz Fyrstenberg)‏ (مواليد 8 يوليو 1980 في وارسو، بولندا). هو لاعب كرة مضرب بولندي مُحترف.

## روابط خارجية
- ماريوس فيرستينبرغ على موقع رابطة محترفي التنس (الإنجليزية)
- ماريوس فيرستينبرغ على موقع الاتحاد الدولي لكرة المضرب (الإنجليزية)
- ماريوس فيرستينبرغ على موقع كأس ديفيز (الإنجليزية)
- ماريوس فيرستينبرغ على موقع خلاصة التنس.كوم (الإنجليزية)
- ماريوس فيرستينبرغ على موقع إي إس بي إن.كوم (الإنجليزية)
- ماريوس فيرستينبرغ على موقع أوليمبيديا (الإنجليزية)
- ماريوس فيرستينبرغ على موقع اللجنة الأولمبية البولندية (مؤرشف) (البولندية)